# Готуа, Циала Забиловна
Циала Забиловна Готуа (род. 1930 год, село Кончкати, Озургетский район, ССР Грузия) — колхозница колхоза имени Чарквиани Кончкатского сельсовета Махарадзевского района, Грузинская ССР. Герой Социалистического Труда (1951).
Родилась в 1930 году в крестьянской семье в селе Кончкати Озургетского района (сегодня — Озургетский муниципалитет). После окончания местной школы трудилась на чайной плантации колхоза имени Чарквиани Махарадзевского района.
В 1950 году собрала 6211 килограммов сортового зелёного чайного листа на участке площадью 0,5 гектара. Указом Президиума Верховного Совета СССР от 5 июля 1951 года удостоена звания Героя Социалистического Труда за «получение в 1950 году высоких урожаев сортового зелёного чайного листа» с вручением ордена Ленина и золотой медали «Серп и Молот» (№ 6620).
Этим же Указом званием Героя Социалистического Труда были также награждены председатель колхоза Владимир Етифанович Костава и агроном Владимир Гигоевич Тугуши.
После выхода на пенсию проживала в селе Кончкати Махарадзевского района.